# Carcharoda flavirosea
Carcharoda flavirosea är en fjärilsart som beskrevs av George Francis Hampson 1910. Carcharoda flavirosea ingår i släktet Carcharoda och familjen nattflyn. Inga underarter finns listade i Catalogue of Life.